# اردشیر (دبیر)
اردشیر (پارسی میانه: Ardašīr) یکی از دبیران شاهنشاهی ساسانی در سده ششم میلادی در زمان حکومت خسرو انوشیروان بود. اردشیر یک موبد ارشد نیز بود و به گفته شاهنامه او به خسرو در زمان جنگ با ترکان مشاوره می‌داده‌است. او یکی از کسانی بود که هفت جلسه پرسش و پاسخ را برای بزرگمهر جوان ترتیب دادند.